# Pholadomyoida
Die Pholadomyoida sind eine Ordnung der Muscheln (Bivalvia), die zur Überordnung Anomalodesmata innerhalb der Unterklasse Autolamellibranchiata gerechnet wird. Die ältesten Vertreter dieser Gruppe sind aus dem Ordovizium bekannt.

## Charakteristika
Die ursprünglichen Gruppen der Ordnung sind durch Gehäuse mit meist gleichen Klappen charakterisiert; bei den jüngeren Gruppen treten oft Gehäuse mit mehr oder weniger stark ausgeprägter Ungleichheit auf. Kleinere Gruppen besitzen sogar „muschel-untypisch“ röhrenförmige Gehäuse. Die Schale ist aragonitisch mit perlmuttrig-prismatischen Mikrostrukturen. Das Schloss ist weitgehend reduziert, selten ist noch ein Kardinal- und ein Lateralzahn vorhanden. Das Ligament befindet sich extern, halbintern oder auch intern auf einem Lithodesma oder Chondrophor liegend. Es kommen sogar Formen vor, die das Ligament komplett reduziert haben. Die meisten Formen besitzen etwa gleich große Schließmuskeln („isomyar“), wenige Gruppen habe anisomyare Schließmuskeln.

## Lebensweise
Die Vertreter der Ordnung Pholadomyoida haben sich eine große Bandbreite verschiedenster Lebensräume im Meer erschlossen, die von den Gezeitenbereichen bis in die Tiefsee reichen. Es kommen flach bis tiefgrabende Formen im Weichsediment vor, im Hartsubstrat bohrende Formen oder an Hartsubstrat angeheftete Formen.

## Systematik
Die Ordnung enthält folgende rezente Überfamilien:
- Überfamilie Pholadomyoidea King, 1844
- Überfamilie Pandoroidea Rafinesque, 1815
- Überfamilie Clavagelloidea d´Orbigny, 1844

sowie die beiden ausgestorbenen Überfamilien:
- Überfamilie †Ceratomyoidea Arkell, 1934
- Überfamilie †Sinodoroidea Pojeta & Zhang, 1984